# Света Неделя (Докатичево)
Вижте пояснителната страница за други значения на Света Неделя.
„Света Неделя“ е възрожденска църква в симитлийското село Докатичево, България, част от Неврокопската епархия на Българската православна църква. Обявена е за паметник на културата.

## История
Църквата е построена в средата на XIX век в Църкварска махала. В архитектурно отношение представлява голяма каменна трикорабна псевдобазилика с по-късен нартекс и камбанария на запад. Рисуваният иконостас има резба по царските двери и венчилката. Иконостасните икони са от 1866 година – дело на неизвестен добър автор. Жудожествена стойност имат и четирите ковани свещника.
Според Георги Стрезов в 1891 година в църквата се чете на български.